# Urocitellus elegans
Lo scoiattolo di terra del Wyoming (Urocitellus elegans Kennicott, 1863) è un roditore della famiglia degli Sciuridae. Si trova in Wyoming, Montana, Nevada, Idaho, Colorado.

## Descrizione
Pesa tra i 255 e i 400 grammi e ha una lunghezza tra i 250 e i 380mm. Il dorso è marrone; sulle spalle, sul collo e sulla testa ha delle sfumature grigie; e sui fianchi, oltre al marrone, ha delle sfumature gialle. Attorno agli occhi ha un cerchio bianco. La coda è corta e marrone, con la punta bianca. Inoltre, possiede artigli particolarmente grandi.

## Biologia
Vive in tane sottoterree e in ambienti ricchi di cespugli. Va in letargo tra fine luglio e inizio agosto, ed esce da esso tra marzo e aprile. Le femmine escono dal letargo circa tre settimane dopo i maschi.
I maschi si accoppiano nel momento in cui le femmine escono dal letago. Durante questo periodo i maschi diventano aggressivi, difendendo il territorio dagli altri maschi, finché la riproduzione non arriva al termine.
Di base è un animale sociale, ma le femmine lo sono di più rispetto ai maschi, che al contrario hanno un'indole solitaria.
I suoi predatori sono serpenti, coyote, volpi, donnole, linci rosse e rapaci.

## Alimentazione
Si nutre principalmente di forb, erba, arbusti, ma anche di insetti e uova di volatili.

## Habitat
Vive nelle praterie, nei fondonvalle e in spazi pedemontani.

## Conservazione
Lo scoiattolo di terra del Wyoming è minacciato dalle attività umane, quali l'agricoltura e l'avvelentamento compiuto per proteggere i raccolti; e dalla peste silvatica. Oltre alla peste silvatica, rischia anche di contrarre la peste bubonica a causa delle pulci.